# Leptotarsus brasiliae
Leptotarsus brasiliae är en tvåvingeart som först beskrevs av Alexander 1935.  Leptotarsus brasiliae ingår i släktet Leptotarsus och familjen storharkrankar. Inga underarter finns listade i Catalogue of Life.